# Holne
Holne – wieś i civil parish w Anglii, w Devon, w dystrykcie South Hams. W 2011 civil parish liczyła 293 mieszkańców. Holne jest wspomniana w Domesday Book (1086) jako Holle/Holla.